# La Résistance (téléfilm)
Pour les articles homonymes, voir Résistance.
La Résistance,  est un téléfilm français (docu-fiction) en 2 parties : Première partie : Vivre libre ou mourir et une Seconde partie : Quand il fallait sauver les juifs, réalisé en 2007 par Félix Olivier et diffusé en 2008.

## Synopsis
Ce docu-fiction, agrémenté d'archives inédites, raconte l'histoire de la résistance intérieure française durant la Seconde Guerre mondiale. A travers plusieurs reconstitutions d’événements et d’actions de la Résistance intérieure comme l'attentat du métro Barbès.

## Fiche technique
- Titre : La Résistance
- Sous-titre : Première partie : Vivre libre ou mourir et une Seconde partie : Quand il fallait sauver les juifs
- Réalisation : Félix Olivier
- Scénario : Andrew Bampfield et Christophe Nick
- Musique : Loïc Dury, Laurent Levesque et Serge Feys (Première partie)
- Musique : Carolin Petit (Seconde partie)
- Durée totale : 180 minutes
- Dates de diffusion :
  - le 18 février 2008, sur France 2, première partie
  - le 19 février 2008, sur France 2, seconde partie
  - le 9 mars 2012, sur Paris Première

## Distribution
- Tchéky Karyo : Récitant

| Première partie : Vivre libre ou mourir - Scali Delpeyrat : Jean Moulin - Nicolas Jouhet : Raymond Burgard - Igor Mendjisky : Le colonel Fabien - Antoine Coesens : Marcel Wolf - Jean-Paul Dubois : René Lebarillier - Pierre Aussedat : Henri Frenay - Hubertus Biermann : Helmut Knochen - Maxime Bailleul : Marcel Bertone - Bernard Bouillon : Marcel Pernet - Xavier Boulanger : André Vellay - François Clavier : Le général de Gaulle - Jean-Charles Clichet : Fernand Zalkinov - Vincent Faller : Gruaud - Grégory Gatignol : André Kirschen - Peter Haug-Lamersdorf : Le lieutenant Goeckel - Peter Hudson : Yeo-Thomas - Antoina Kahan : Isidore Grinburg - Dominique Kling : Tom Morel - Stéfane Marques : Paulin Bertrand - Jean-Philippe Meyer : Le commandant Romans-Petit - Pierre Mirgaine : Lucien Legros - Philippe Ohrel : Le colonel Passy - Antoine Philippot : Gilbert Brustlein - Alexandre Pallu : Gilbert Bourdarias - Gilian Petrovski : Karl Schönhaar - Jean-Marie Raigué : Juteau - Laurent Schilling : Georges Beaufils - Stéphan Wojtowicz : Le colonel Rémy - Fabien Gaertner : Mathieu - Marc Sollogoub : Albert Ouzoulias - Julien Siehr : Cuzin | Seconde partie : Quand il fallait sauver les juifs - Bernard Bloch : Le docteur Joseph Weill - Michel Laroussi : David Rappoport - Sophie Gourdin : Madeleine Barot - Jean-Pierre Becker : Yehuda Jacoubovitch - Marie Collins : Mme Ika - Johannes Oliver Hamm : Le lieutenant Theodor Dannecker - Pierre Poirot : Cussonac - Francis Leplay : Gilbert Lesage - Laurent Pons : le père Chaillet - Richard Andrieux : M. Hoetzl - Jean-Pierre Baste : Léo Glaeser - Cathy Bernecker : Marcelle Valensi - Lucas Bléger : André Baur - Daniel Chambet-Ithier : Robert Gamzon - Leslie Clack : Donald Lowrie - Amandine Dewasmes : Eva Durleman - Pierre Dourneau : Elie Krouker - Morgane Hainaux : Dina Landau - Camille Falbriard : Sylvie Landau - Stéphanie Félix : Mme Kriwaczek - Cécile Fisera : Jeanne Merle d'Aubigné - Rafaël Goldwaser : Israël Israelovicz - Loïc Guingand : Georges Garel - Christophe Grundmann : Le rabbin Julien Weill - Catherine Javaloyès : Mme Hoetzl - Laurent Claret : Jacques Helbronner - Philippe Koa : M. Kriwaczek - Franck Molinaro : L'abbé Glasberg - Lara Moscovits : Katia Kriwaczek - Alain Moussay : Marcel Stora - Florence Muller : Suzanne Spaak - Jean-Gabriel Nordmann : Eugène Minkowski - Elsa Poulie : La mère Fives - Laura Weissbecker : Camille Laborde - Raphaël Scheer : Le docteur Adam - Pierre Aknine : Un membre Rue Paradis - Marc Lefebvre : "Adjoint de Cussonac " |